# Calycina sericeobrunnea
Calycina sericeobrunnea là một loài bọ cánh cứng trong họ Mordellidae. Loài này được Blair miêu tả khoa học năm 1915.